# Nicola La Gravinese
Nicola Lagravinese (Cisternino, 16 giugno 1883 – 10 aprile 1971) è stato un medico e politico italiano, deputato all'Assemblea Costituente.

## Biografia
Medico chirurgo di professione, fu deputato nell'Assemblea Costituente e sindaco di Cisternino. Si specializzò a Napoli in chirurgia ed in seguito si trasferì a Parigi dove approfondì i suoi studi di chirurgia. Prestò servizio per lungo tempo a Monopoli presso l'Ospedale San Giacomo di cui fu tra i fondatori.
La sua fama è legata all'intervento chirurgico che, affetto da ernia, nel 1962 compì su se stesso, con grande clamore nell'ambiente scientifico e sulla stampa nazionale ed internazionale.
Nella documentazione ritrovata nel Palazzo Lagravinese di Cisternino è emerso anche il prezioso carteggio tra Lagravinese e Gabriele D'Annunzio, del quale fu il medico negli anni successivi alla prima guerra mondiale.